# Kocaelispor
Maillots
Kocaelispor Kulübü est un club turc de football basé à Izmit.

## Historique
- 1966 : fondation du club

## Palmarès
- Championnat de Turquie de deuxième division
  - Champion : 1980, 1992, 2008

- Coupe de Turquie
  - Vainqueur : 1997, 2002

## Parcours
- Championnat de Turquie : 1980-1988, 1992-2003, 2008-2009
- Championnat de Turquie de deuxième division : 1966-1980, 1988-1992, 2003-2008, 2009-2010, 2021-2022, 2023-
- Championnat de Turquie de troisième division : 2010-2012, 2020-2021, 2022-23
- Championnat de Turquie de quatrième division : 2012-2014, 2016-2020
- Ligue Amateur : 2014-2016

## Anciens joueurs
- Ayman Abdelaziz
- Aleksandar Aleksandrov
- Kwame Ayew
- Roman Dąbrowski
- Ahmed Hassan
- Stevica Kuzmanovski
- Miško Mirković
- John Moshoeu
- Fahrudin Omerović
- Maurice Ross
- Dumitru Stângaciu
- Milan Timko
- Zdravko Lazarov